# Francesco Giuseppe in Baviera
Duca Francesco Giuseppe in Baviera (nome completo in tedesco: Franz Joseph Michael Karl Maria Evaristus Quirinus Ottokar Herzog in Bayern; Castello di Tegernsee, 23 marzo 1888 – Monaco di Baviera, 23 settembre 1912) era un duca in Baviera e membro del Casato di Wittelsbach. Francesco Giuseppe era il secondo figlio maschio ed il più giovane dei figli del duca Carlo Teodoro in Baviera e di sua moglie l'infanta Maria José di Portogallo.

## Biografia

### Infanzia

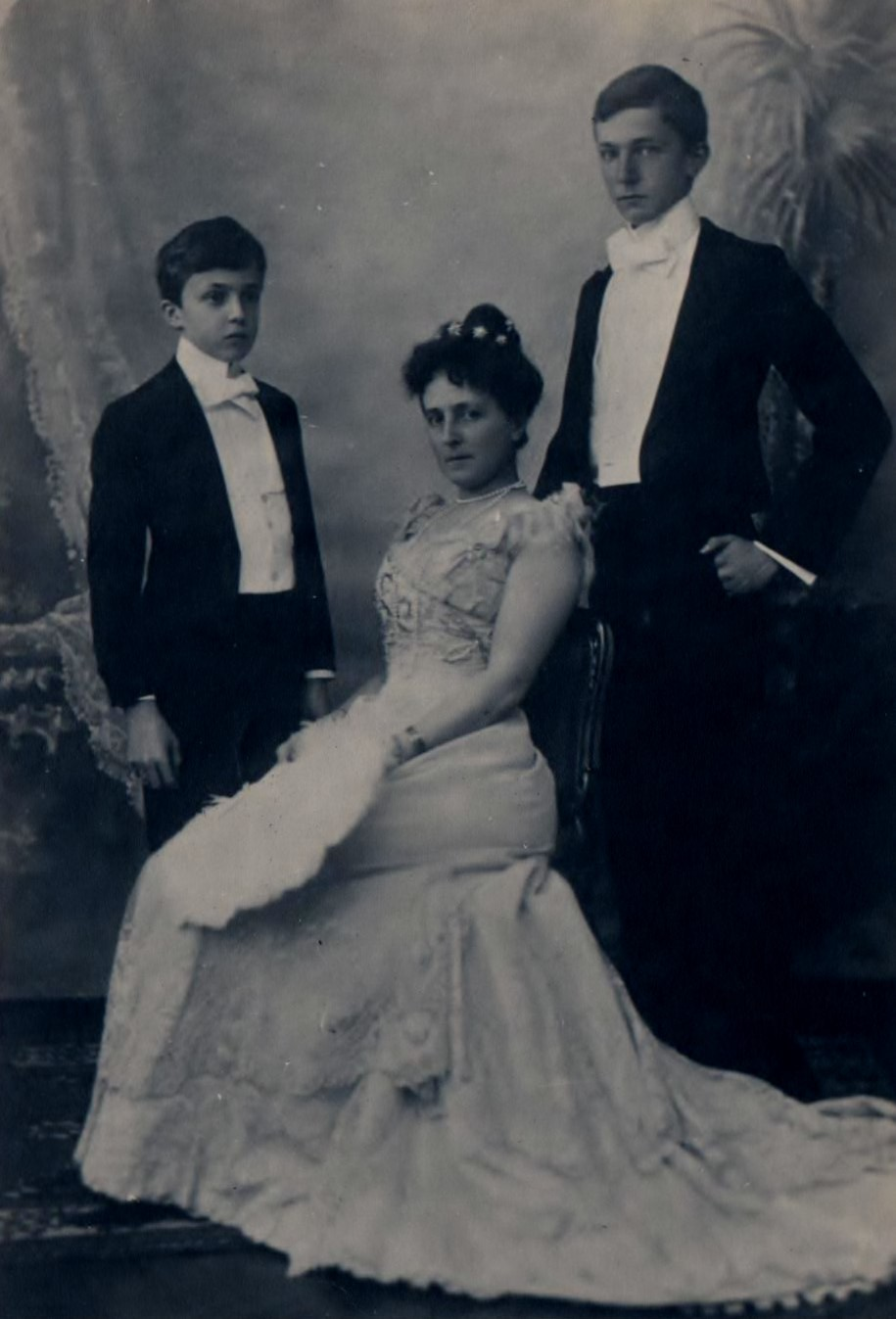
Francesco Giuseppe fotografato insieme alla madre Maria José del Portogallo e al fratello Luigi Guglielmo nel 1905 circa

Francesco Giuseppe era il più giovane dei figli del Duca Carlo Teodoro in Baviera e della sua seconda moglie, l'Infanta Maria José di Portogallo, nato nel 1888. Era fratello del duca Luigi Guglielmo in Baviera e delle duchesse Amalia, Duchessa di Urach, Sofia Adelaide, Contessa di zu Toerring-Jettenbach, Elisabetta, Regina del Belgio e di Maria Gabriella, Principessa Rupprecht di Baviera

### Carriera militare e addestramento di cavalli
Il duca era un tenente nel reggimento degli ulani del Kaiser Wilhelm, e un istruttore speciale nel Real Accademia Militare di equitazione a Monaco di Baviera. Il suo maneggio gli valse numerosi premi in concorsi di equitazione tedeschi.

### Morte
Morì il 23 settembre 1912 ventiquattrenne, a Monaco di Baviera a causa di una polmonite.
Attraverso la sua unione con Lilly Stockhammer (1891 - 1952), poi Principessa di Prussia, fu il capostipite della famiglia Plottnitz-Stockhammer.

## Ascendenza
|                                           |                            |                                                                  | Genitori                                       |  |  | Nonni |  |  | Bisnonni               |  |  | Trisnonni            |  |
|                                           |                            |                                                                  |                                                |  |  |       |  |  | Pio Augusto in Baviera |  |  | Guglielmo in Baviera |  |
|                                           |                            |                                                                  |                                                |  |  |       |  |  | Pio Augusto in Baviera |  |  | Guglielmo in Baviera |  |
|                                           |                            | Maria Anna di Zweibrücken-Birkenfeld                             |                                                |  |  |       |  |  | Pio Augusto in Baviera |  |  |                      |  |
| Massimiliano Giuseppe in Baviera          |                            |                                                                  |                                                |  |  |       |  |  | Pio Augusto in Baviera |  |  |                      |  |
|                                           |                            | Amalia Luisa di Arenberg                                         | Louis-Marie, Duca di Arenberg                  |  |  |       |  |  |                        |  |  |                      |  |
|                                           |                            | Amalia Luisa di Arenberg                                         | Louis-Marie, Duca di Arenberg                  |  |  |       |  |  |                        |  |  |                      |  |
|                                           |                            | Amalia Luisa di Arenberg                                         | Marie Adélaïde Julie de Mailly                 |  |  |       |  |  |                        |  |  |                      |  |
| Carlo Teodoro in Baviera                  |                            | Amalia Luisa di Arenberg                                         |                                                |  |  |       |  |  |                        |  |  |                      |  |
|                                           |                            | Massimiliano I Giuseppe di Baviera                               | Federico Michele di Zweibrücken-Birkenfeld     |  |  |       |  |  |                        |  |  |                      |  |
|                                           |                            | Massimiliano I Giuseppe di Baviera                               | Federico Michele di Zweibrücken-Birkenfeld     |  |  |       |  |  |                        |  |  |                      |  |
|                                           |                            | Massimiliano I Giuseppe di Baviera                               | Maria Francesca del Palatinato-Sulzbach        |  |  |       |  |  |                        |  |  |                      |  |
| Ludovica di Baviera                       |                            | Massimiliano I Giuseppe di Baviera                               |                                                |  |  |       |  |  |                        |  |  |                      |  |
|                                           |                            | Carolina di Baden                                                | Carlo Luigi di Baden                           |  |  |       |  |  |                        |  |  |                      |  |
|                                           |                            | Carolina di Baden                                                | Carlo Luigi di Baden                           |  |  |       |  |  |                        |  |  |                      |  |
|                                           |                            | Carolina di Baden                                                | Amalia d'Assia-Darmstadt                       |  |  |       |  |  |                        |  |  |                      |  |
| Francesco Giuseppe in Baviera             |                            | Carolina di Baden                                                |                                                |  |  |       |  |  |                        |  |  |                      |  |
|                                           | Giovanni VI del Portogallo | Pietro III del Portogallo                                        |                                                |  |  |       |  |  |                        |  |  |                      |  |
|                                           | Giovanni VI del Portogallo | Pietro III del Portogallo                                        |                                                |  |  |       |  |  |                        |  |  |                      |  |
|                                           | Giovanni VI del Portogallo | Maria I del Portogallo                                           |                                                |  |  |       |  |  |                        |  |  |                      |  |
| Michele I del Portogallo                  | Giovanni VI del Portogallo |                                                                  |                                                |  |  |       |  |  |                        |  |  |                      |  |
|                                           |                            | Carlotta Gioacchina di Spagna                                    | Carlo IV di Spagna                             |  |  |       |  |  |                        |  |  |                      |  |
|                                           |                            | Carlotta Gioacchina di Spagna                                    | Carlo IV di Spagna                             |  |  |       |  |  |                        |  |  |                      |  |
|                                           |                            | Carlotta Gioacchina di Spagna                                    | Maria Luisa di Parma                           |  |  |       |  |  |                        |  |  |                      |  |
| Infanta Maria José di Portogallo          |                            | Carlotta Gioacchina di Spagna                                    |                                                |  |  |       |  |  |                        |  |  |                      |  |
|                                           |                            | Costantino, Principe Ereditario di Löwenstein-Wertheim-Rosenberg | Carlo Tommaso di Löwenstein-Wertheim-Rosenberg |  |  |       |  |  |                        |  |  |                      |  |
|                                           |                            | Costantino, Principe Ereditario di Löwenstein-Wertheim-Rosenberg | Carlo Tommaso di Löwenstein-Wertheim-Rosenberg |  |  |       |  |  |                        |  |  |                      |  |
|                                           |                            | Costantino, Principe Ereditario di Löwenstein-Wertheim-Rosenberg | Sofia di Windisch-Grätz                        |  |  |       |  |  |                        |  |  |                      |  |
| Adelaide di Löwenstein-Wertheim-Rosenberg |                            | Costantino, Principe Ereditario di Löwenstein-Wertheim-Rosenberg |                                                |  |  |       |  |  |                        |  |  |                      |  |
|                                           |                            | Agnese di Hohenlohe-Langenburg                                   | Carlo Ludovico I di Hohenlohe-Langenburg       |  |  |       |  |  |                        |  |  |                      |  |
|                                           |                            | Agnese di Hohenlohe-Langenburg                                   | Carlo Ludovico I di Hohenlohe-Langenburg       |  |  |       |  |  |                        |  |  |                      |  |
|                                           |                            | Agnese di Hohenlohe-Langenburg                                   | Amalia Enrichetta di Solms-Baruth              |  |  |       |  |  |                        |  |  |                      |  |
|                                           |                            | Agnese di Hohenlohe-Langenburg                                   |                                                |  |  |       |  |  |                        |  |  |                      |  |